# Marius André (écrivain)
Pour les articles homonymes, voir Marius André et André.
Marius André, né le 5 juin 1868 à Sainte-Cécile-les-Vignes et mort le 12 septembre 1927 à Paris, est un écrivain, poète, journaliste, critique et traducteur de langues française et provençale.

## Biographie
D'abord proche du Félibrige de Frédéric Mistral (il en est majoral en 1918), il était édité par Joseph Roumanille. Par la suite, il fut l'un des collaborateurs de L'Action française de Charles Maurras. Il contribuait aussi à la Revue universelle, la Revue du siècle, etc. Il était consul français à Madrid. Il était marié à une Polonaise.

## Hommages
Dans le jardin de la chapelle à Sainte-Cécile-les-Vignes, son village natal, a été inaugurée le 7 mai 2011 une reproduction de sa stèle funéraire,. Cette stèle fut passée en commande au tailleur de pierre local, David Vallée.
La rue où se trouva sa maison natale porte son nom, ainsi qu'une rue à Avignon.
L'écrivain polonais Zygmunt Czerny, spécialiste de la littérature occitane, a consacré en 1971 une étude à un de ses romans, Montserrat et une autre étude en 1967.

## Principales publications
- Plòu e soulèio, avec traduction française, Avignon, J. Roumanille, 1890.
- La Gloire d'Esclarmonde, poème provençal, avec la traduction française en regard par l'auteur et une préface par Félix Gras, Avignon, J. Roumanille, 1894.
- Montserrat, roman féerique, Paris, Nouvelle librairie parisienne, 1896.
- Les Saints. Le bienheureux Raymond Lulle (1232-1315), Paris, V. Lecoffre, 1900.
- La Catalogne et les germanophiles, Barcelone, Llibrería espanyola, [1916]
- Guide psychologique du Français à l'étranger, Paris, Nouvelle Librairie nationale, 1917.
- La Fin de l'empire espagnol d'Amérique, préface de Charles Maurras, Paris, Nouvelle Librairie nationale, 1922.
- Emé d'arange un cargamen. Avec un chargement d'oranges, Poèmes, texte provençal et traduction française. Bois dessinés et gravés par Robert Joel, Paris, Les Éditions du Cadran, 1924.
- Bolivar et la démocratie, Paris, Éditions Excelsior, 1924.
- La véridique aventure de Christophe Colomb, Paris, Plon, 1927. (252 pages)
- La vie harmonieuse de Mistral, Paris, Plon, 1928. Édition posthume établie par Jean Camp
- "Poésies françaises du félibre Marius André", préface de Christian Chabanis, éditeur Napoli, 1963
- Césarisme démocratique en Amérique, traduction et preface par Marius André, Paris, Éditions de la Revue de l'Amérique Latine, [1927]
- Bolívar et la démocratie, Paris, Éditions Excelsior, 1924
- Le bienheureux Raymond Lulle (1232-1315), Paris, V. Lecoffre, 1900, texte en ligne BNAM
- La véridique aventure de Christophe Colomb, Paris, Plon [1927]